# Dąbrowa (Bartoszyce)
Dąbrowa (deutsch Damerau) ist ein Ort in der polnischen Woiwodschaft Ermland-Masuren. Er gehört zur Gmina Bartoszyce (Landgemeinde Bartenstein) im Powiat Bartoszycki (Kreis Bartenstein (Ostpr.)).

## Geographische Lage
Dąbrowa liegt in der nördlichen Mitte der Woiwodschaft Ermland-Masuren, 22 Kilometer südwestlich der einstigen und heute auf russischem Hoheitsgebiet gelegenen Kreisstadt Friedland (russisch Prawdinsk) bzw. drei Kilometer nördlich der heutigen Kreismetropole Bartoszyce (deutsch Bartenstein).

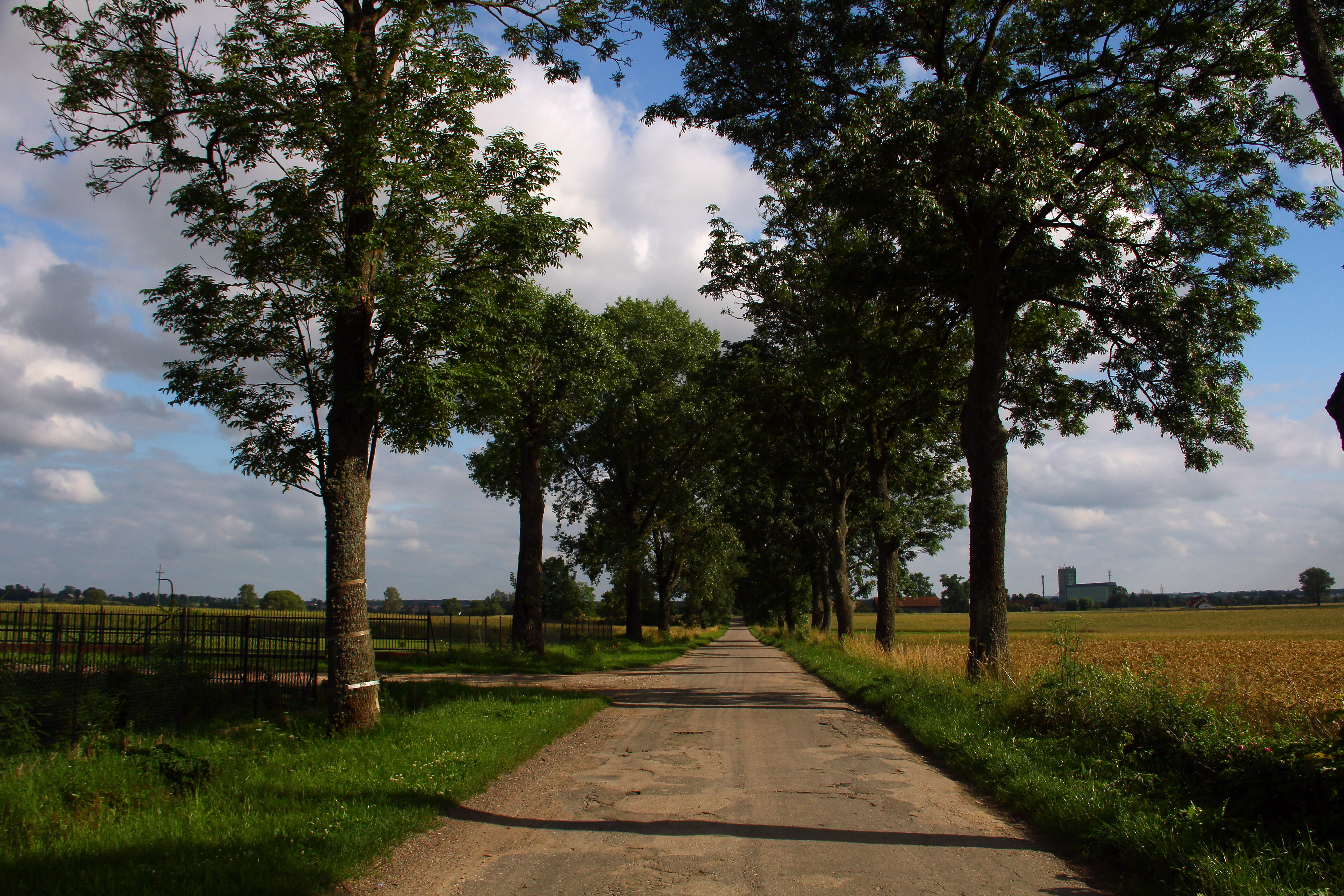
Straße von Dąbrowa nach Bartoszyce

## Geschichte

### Damerau
1349 ist das Gründungsjahr des Dorfes Schöndamerau, das nach 1414 Dameraw und erst nach 1570 Damerau genannt wurde. 1874 wurde das Dorf in den neu errichteten Amtsbezirk Liekeim (polnisch Nalikajmy) im ostpreußischen Kreis Friedland (ab 1927: Kreis Bartenstein) eingegliedert.
Im Jahre 1910 wurden in Damerau 549 Einwohner registriert. Ihre Zahl veränderte sich bis 1933 auf 529 und belief sich 1939 auf 556.
Damerau wurde mit dem gesamten südlichen Ostpreußen 1945 in Kriegsfolge an Polen abgetreten. Das Dorf erhielt die polnische Namensform „Dąbrowa“ und ist heute eine Ortschaft in der Landgemeinde Bartoszyce (Bartenstein) im Powiat Bartoszycki (Kreis Bartenstein), von 1975 bis 1998 der Woiwodschaft Olsztyn, seither der Woiwodschaft Ermland-Masuren zugehörig.

### Brämerhafen
Etwa fünf Kilometer nördlich der Stadt Bartenstein lag Brämerhafen, ein einzelnes Gehöft, das zur Gemeinde Damerau gehörte. Es war in das Kirchspiel der evangelischen Johanniskirche Bartenstein sowie in die römisch-katholische Pfarrei St. Bruno in der Kreisstadt eingepfarrt. Nähere Details sind nicht bekannt, auch keine polnische Namensform. Der Ort gilt als nicht mehr existent.

## Kirche
Bis 1945 war Damerau in die evangelische Kirche St. Johann Bartenstein (polnisch Bartoszyce) in der Kirchenprovinz Ostpreußen der Kirche der Altpreußischen Union, außerdem in die römisch-katholische Kirche St. Bruno der Stadt im damaligen Bistum Ermland eingepfarrt.
Auch heute gehört Dąbrowa kirchlicherseits zu Bartoszyce: zur römisch-katholischen Pfarrei in der Stadt, die jetzt dem Erzbistum Ermland zugeordnet ist, außerdem zur evangelischen Kirchengemeinde, die jetzt eine Filialgemeinde der Johanneskirche Kętrzyn (Rastenburg) in der Diözese Masuren der Evangelisch-Augsburgischen Kirche in Polen ist.

## Verkehr
Dąbrowa liegt an einer Nebenstraße, die von der Stadt Bartoszyce über Wipławki (Wieplack) bis nach Nalikajmy (Liekeim) führt. Eine Bahnanbindung besteht nicht.